# Oh Min-ji
Oh Min-ji (koreanisch 오민지; * 29. März 1985 in Seoul) ist eine ehemalige südkoreanische Eisschnellläuferin.

## Werdegang
Oh trat international erstmals bei den Einzelstreckenasienmeisterschaften 2004 in Chuncheon in Erscheinung. Dort wurde sie Sechste über 500 m. In der Saison 2006/07 belegte sie bei der Winter-Universiade 2007 in Turin den 16. Platz über 1000 m sowie den 11. Rang über 500 m und bei den Winter-Asienspielen 2007 in Changchun den zehnten Platz über 100 m. Bei den Einzelstreckenasienmeisterschaften 2009 in Tomakomai gewann sie die Silbermedaille über 1000 m und die Goldmedaille über 500 m. Zudem wurde sie dort Vierte über 1500 m. In der Saison 2009/10 nahm sie in Berlin erstmals am Eisschnelllauf-Weltcup teil, wobei sie in der B-Gruppe die Plätze 12 und 11 über 500 m errang und lief bei den Einzelstreckenasienmeisterschaften 2010 in Obihiro auf den siebten Platz über 500 m sowie auf den fünften Rang über 1000 m. Beim Saisonhöhepunkt, den Olympischen Winterspielen 2010 in Vancouver, belegte sie den 32. Platz über 500 m. In der folgenden Saison absolvierte sie in Berlin ihren letzten Weltcup, wobei sie mit dem vierten Platz in der B-Gruppe über 500 m ihre beste Platzierung im Weltcup errang.

## Erfolge

### Olympische Spiele
- 2010 Vancouver: 32. Platz 500 m

### Asienmeisterschaften
- 2004 Chuncheon: 6. Platz 500 m
- 2009 Tomakomai: 1. Platz 500 m, 2. Platz 1000 m, 4. Platz 1500 m
- 2010 Obihiro: 5. Platz 1000 m, 7. Platz 500 m

## Persönliche Bestzeiten
| Disziplin | Zeit        | Datum              | Ort            |
| --------- | ----------- | ------------------ | -------------- |
| 500 m     | 38,51 s     | 12. Dezember 2009  | Salt Lake City |
| 1000 m    | 1:19,70 min | 4. Oktober 2008    | Calgary        |
| 1500 m    | 2:03,94 min | 27. September 2008 | Calgary        |
| 3000 m    | 4:34,81 min | 3. März 2010       | Seoul          |